# Redan Ridge Cemetery No.1
Redan Ridge Cemetery No.1 is een Britse militaire begraafplaats met gesneuvelden uit de Eerste Wereldoorlog, gelegen in de Franse gemeente Beaumont-Hamel (departement Somme). De begraafplaats werd ontworpen door William Cowlishaw en ligt in het veld op een kilometer ten noorden van het centrum van Beaumont. Ze is bereikbaar vanaf de Rue de la Montagne via een landweg van 340 m. De begraafplaats heeft een trapeziumvormig grondplan met een oppervlakte van 508 m² en wordt omgeven door een lage natuurstenen muur. In de zuidelijke hoek staat het Cross of Sacrifice en de graven liggen dicht naast elkaar in drie rijen opgesteld. De begraafplaats wordt onderhouden door de Commonwealth War Graves Commission. 
Er liggen 154 Britten begraven waaronder 73 niet geïdentificeerde.
Zo'n 200 m zuidoostelijker ligt de Redan Ridge Cemetery No.3 en 400 m zuidelijker de Redan Ridge Cemetery No.2.

## Geschiedenis
Ten noorden van het dorp ligt de zogenaamde Redan Rigde, een heuvelrug genoemd naar The Redan, een complex van Britse loopgraven. Na de Duitse terugtrekking achter de Hindenburglinie in het voorjaar van 1917 werd het slagveld door het Britse V Corps opgeruimd en werd de begraafplaats aangelegd op de heuvelrug tussen de voormalige frontlinies. De meeste graven zijn van soldaten die sneuvelden tijdens de Slag aan de Somme in juli en november 1916.

## Onderscheiden militairen
- R.J.R. Leacroft, kapitein bij de Somerset Light Infantry werd onderscheiden met het Military Cross (MC).
- Ernest A. Firstbrook, korporaal bij de Royal Fusiliers werd onderscheiden met de Military Medal (MM).